# العدر
قرية العدر هي إحدى القرى التابعة لمركز أسيوط في محافظة أسيوط في جمهورية مصر العربية. حسب إحصاءات سنة 2006، بلغ إجمالي السكان في العدر 8025 نسمة، منهم 4138 رجل و3887 امرأة.